# Ryan Kiera Armstrong
Ryan Kiera Armstrong (* 10. März 2010 in New York City) ist eine US-amerikanisch-kanadische Kinderdarstellerin. International bekannt wurde sie vor allem durch ihre Rolle als Fern in Star Wars: Skeleton Crew.

## Leben und Karriere
Armstrong wurde in New York City als fünftes Kind ihrer Eltern geboren. Diese sind beide Kanadier, sodass sie eine doppelte Staatsbürgerschaft besitzt. Ihre Mutter und ihre älteren Schwestern sind Zahnärztinnen; ihr Vater Dean Armstrong Schauspieler, der durch eine Nebenrolle in Queer as Folk bekannt wurde, und Schauspiellehrer. Nur 4 Tage nach der Geburt nahm er sie das erste Mal auf ein Filmset mit, zu Saw 3D – Vollendung. Als Haustier besaß Armstrong den ersten Berner Sennenhund, der jemals in Manhattan verkauft wurde. Zu ihren Hobbys zählen unter anderem Fotografie und Zeichnen und einige ihrer Werke wurden in ihren Filmen, beispielsweise Firestarter, verwendet.
Armstrong begann mit fünf Jahren zu schauspielern. Eine erste längerfristige Serienrolle hatte sie zwischen 2017 und 2019 in der Netflix-Serie Anne with an E als Minnie May Barry. Als Serien folgten 2018 Die Wahrheit über den Fall Harry Quebert und 2021 American Horror Story: Double Feature. Für die Rolle in letzterer als Alma Gardner, ein Wunderkind an der Violine, musste sie das Instrument in wöchentlichem Training ein Jahr lang vor Drehbeginn lernen. 2019 hatte sie ihre ersten Filmrollen; in Black Widow und The Tomorrow War (beide 2021) verkörperte sie jüngere Versionen weiblicher Hauptrollen.
Armstrong übernahm in dem im Mai 2022 erschienenen Film Firestarter, einer Neuverfilmung von Der Feuerteufel und damit Neuadaption des Stephen-King-Romans Feuerkind, die Titelrolle der pyrokinetischen Charlie McGee in Nachfolge von Drew Barrymore. Mit dieser Rolle war sie ursprünglich für eine Goldene Himbeere 2023 zur schlechtesten Schauspielerin des Jahres nominiert, was nach Kritik daran, ein Kind zu nominieren, zurückgezogen wurde. Tatsächlich ging die Auszeichnung dann an keine Schauspielerin, sondern an die Goldene Himbeere selbst dafür, sie nominiert zu haben. 2024 spielte sie eine der Hauptrollen in der Fernsehserie Star Wars: Skeleton Crew.
Im Mai 2025 erhielt sie die Hauptrolle in einem Reboot der Serie Buffy – Im Bann der Dämonen.

## Filmografie
- 2017–2019: Anne with an E (Fernsehserie, 16 Episoden)
- 2018: Die Wahrheit über den Fall Harry Quebert (The Truth about the Harry Quebert Affair, Fernsehserie, 3 Episoden)
- 2018: Benson (Kurzfilm)
- 2019: Athaliah (Kurzfilm)
- 2019: Enzo und die wundersame Welt der Menschen (The Art of Racing in the Rain)
- 2019: Es Kapitel 2 (It Chapter Two)
- 2019: An Assortment of Christmas Tales in No Particular Order
- 2020: The Glorias
- 2020: Wish Upon a Unicorn
- 2021: Black Widow
- 2021: The Tomorrow War
- 2021: American Horror Story (Fernsehserie, Staffel Double Feature, 5 Episoden)
- 2021: The One (Kurzfilm)
- 2022: Firestarter
- 2022: Wildflower
- 2023: The Old Way
- 2024: She Came Back
- seit 2024: Star Wars: Skeleton Crew (Fernsehserie)